# Хессо (маркграф Бадена)
Хессо, маркграф Бадена (1268 — 13 февраля 1297 или 14 февраля 1295) — сын маркграфа Рудольфа I и его жены Кунигунды Эберштайнской. После смерти отца в 1288 году правил маркграфством Баден совместно со своими братьями Германом VII, Рудольфом II и Рудольфом III.
Хессо был женат трижды:
- Клара фон Клинген (ум. ренее 10 июня 1291), дочь графа Вальтера III фон Клингена. Сын:

- Герман VIII (ум. 1338), маркграф Баден-Бадена

- Ирменгарда Вюртембергская (1261/64 — ренее 1295), дочь графа Ульриха I Вюртембергского
- Аделаида Ринеккская (ум. 1299), дочь графа Герхарда IV фон Ринекка. Сын:

- Рудольф Хессо (ум. 13 августа 1335), маркграф Баден-Бадена